# Barcience
Barcience es un municipio y localidad española de la provincia de Toledo, en la comunidad autónoma de Castilla-La Mancha.  El término municipal tiene una población de 1049 habitantes (INE 2024).

## Toponimia
Es posible que el término "Barcience" esté relacionado con "barcinal" o "barcia", que significa carga grande de paja. También se apunta a que tenga su origen en el término celta de "barcia".

## Geografía
El municipio se encuentra situado en un valle dominado por varias alturas cercanas, en la comarca de Torrijos. Linda con los términos municipales de Novés, Huecas, Rielves, Gerindote y Torrijos, todos de Toledo.

## Historia
Existen restos arqueológicos de la cultura neolítica en cerámica campaniforme. Es posible que su fundación se deba a los celtas. En la época romana pasaría  convertirse en una villa hispanorromana como parecen atestiguarlo ciertos vestigios lapidarios.
En 1259 figura como caserío de Toledo en el que se cultivaban las viñas. En el siglo XV, el rey Enrique IV cede a la Casa de Silva varias posesiones, entre ellas el condado de Cifuentes y Barcience.

## Demografía
Cuenta con una población de 1049 habitantes (INE 2024).
| Gráfica de evolución demográfica de Barcience entre 1842 y 2021                                                       |
| |
| Población de derecho según los censos de población del INE. Población de hecho según los censos de población del INE. |

Desde 2006 se ha producido un crecimiento muy acusado.
| Gráfica de evolución demográfica de Barcience entre 2000 y 2023 |
|                                                                 |
| Población a 1 de enero según el padrón municipal del INE.       |

## Administración
| Periodo   | Nombre                  | Partido               |
| --------- | ----------------------- | --------------------- |
| 1979-1983 | Luciano Garrido Vázquez | PSOE                  |
| 1983-1987 | Luciano Garrido Vázquez | PSOE                  |
| 1987-1991 | Luciano Garrido Vázquez | PSOE                  |
| 1991-1995 | Luciano Garrido Vázquez | PSOE                  |
| 1995-1999 | Luciano Garrido Vázquez | PSOE                  |
| 1999-2003 | Luis Gómez García       | PSOE                  |
| 2003-2007 | Luis Gómez García       | PSOE                  |
| 2007-2011 | Luis Gómez García       | PSOE                  |
| 2011-2015 | José Manuel Santos      | PSOE                  |
| 2015-2019 | Víctor López Maquedano  | Barcience Sí Se Puede |
| 2019-2023 | Víctor López Maquedano  | PSOE                  |
| 2023-act. | Víctor López Maquedano  | PSOE                  |

## Monumentos y lugares de interés
A destacar el castillo de Barcience del siglo XIV, el Palacio de la Casa Calderón y la Iglesia parroquial de Santa María la Blanca.

## Fiestas
- Segunda semana de junio: fiestas patronales en honor a Santa Julita.